# La mujer de la casa de enfrente de la chica en la ventana
La mujer de la casa de enfrente de la chica en la ventana (en inglés: The Woman in the House Across the Street from the Girl in the Window) es una miniserie de televisión de suspenso y de comedia negra estadounidense creada por Rachel Ramras, Hugh Davidson y Larry Dorf. Principalmente una parodia de las películas de misterio y suspenso psicológico, la serie está protagonizada por Kristen Bell, Michael Ealy, Tom Riley, Mary Holland, Cameron Britton y Samsara Yett. La serie se estrenó el 28 de enero de 2022 en Netflix. Recibió críticas mixtas de los críticos, mientras que se elogió la actuación de Bell. La serie está inspirada en el libro de A.J.Finn “La mujer en la ventana”. 

## Premisa
Una mujer desconsolada llamada Anna no está segura de si fue testigo o no de un asesinato. Mezcla alcohol con medicamentos recetados por su terapeuta, tiene alucinaciones frecuentes y sufre un miedo paralizante a la lluvia. Anna es condenada al ostracismo por los miembros de su comunidad, incluidos sus nuevos vecinos, y la policía la etiqueta como "loca". Independientemente de si vio o no un asesinato, Anna se encarga de encontrar la verdad.

## Reparto y personajes

### Principales
- Kristen Bell como Anna Whitaker, una mujer que se toma un descanso de su carrera como pintora para llorar la muerte de su hija de ocho años,[2] una tragedia que también rompió su matrimonio.[3] Sufre de "ombrofobia", miedo a la lluvia, y con frecuencia bebe botellas enteras de vino con sus diversos medicamentos, lo que le provoca alucinaciones vívidas.[4][5] Cocina guisos de pollo y lee libros con títulos como The Woman Across the Lake y The Girl on the Cruise.[6][7][8]
- Michael Ealy como Douglas Whitaker, el exmarido de Anna, psiquiatra forense y perfilador del FBI especializado en asesinos en serie.[3]
- Tom Riley como Neil Coleman, vecino viudo de Anna y padre de Emma.[9]
- Mary Holland como Sloane, amiga solidaria de Anna, propietaria de una galería de arte local.
- Cameron Britton como Buell, un manitas amigable pero ingenuo que ha estado tratando de arreglar el buzón de Anna durante años. Fue el primer paciente de Douglas, cuando mató a toda su familia con un martillo sacaclavos. Después de superar su terapia, Douglas lo contrata.[10][11]
- Samsara Yett como Emma Coleman, la hija de nueve años de Neil.[12][13]

### Recurrente
- Brenda Koo como Carol Sullivan, la vecina crítica de Anna.[14]
- Shelley Hennig como Lisa, la novia de Neil que Anna cree que ha sido asesinada.[15] Más tarde se revela que su verdadero nombre es Chastity Linkous.[16]
- Christina Anthony como Detective Becky Lane, encargada de las denuncias que Anna hace; y que intenta ayudarla para que no tenga más problemas.
- Benjamin Levy Aguilar como Rex Bakke, un estríper que se asocia con Lisa.[17]

Además, Appy Pratt aparece como Elizabeth Whitaker, la hija de 8 años de Anna que murió en 2018; Brendan Jennings como Massacre Mike, un asesino en serie caníbal que asesinó a Elizabeth; Janina Gavankar como Meredith Coleman, la esposa de Neil que murió unos meses antes de mudarse frente a Anna; Nitya Vidyasagar como Hillary, la hermana de Meredith; Nicole Pulliam como Claire, la compañera de trabajo de Douglas y Lyndon Smith como la Sra. Patrick, la maestra asesinada. Jim Rash y Glenn Close tienen cameos en el episodio final como auxiliar de vuelo y la mujer en el asiento 2A del vuelo, respectivamente.

## Episodios
| N.º | Título       | Dirigido por    | Escrito por                                | Fecha de lanzamiento original |
| --- | ------------ | --------------- | ------------------------------------------ | ----------------------------- |
| 1 | «Episodio 1» | Michael Lehmann | Rachel Ramras & Hugh Davidson & Larry Dorf | 28 de enero de 2022           |
| Anna, una mujer divorciada de Canterbury Hill, escucha voces extrañas en su casa, haciéndola creer en la existencia de monstruos. A menudo rompe guisos de pollo que prepara y se desmaya borracha en su sofá. Una mañana, desde su ventana, ve a su apuesto nuevo vecino, Neil, llevando a su hija Emma a la escuela. Mientras Anna alucina con la existencia de su hija muerta, Elizabeth, ella misma va a la escuela con la intención de dejar a Elizabeth allí. Organiza una cita a ciegas organizada por su vecina, Carol, para ella. Visita la tumba de Elizabeth para hablar sobre sus nuevos vecinos, donde la lápida dice: «Si el amor pudiera haberte salvado, habrías vivido para siempre». Al día siguiente, Emma le vende chocolates a Anna. Neil descubre que Anna tiene un miedo irracional a la lluvia cuando la ayuda después de que se desmayó; ella alucina teniendo sexo con él. Al día siguiente, se acerca a ellos cuando le ofrecen la cena. Al final para mostrando su decisión de mejorar su vida actual, comienza a seguir a Neil en Instagram y por después de mucho puede soñar sin tener pesadillas. |              |                 |                                            |                               |
| 2 | «Episodio 2» | Michael Lehmann | Rachel Ramras & Hugh Davidson & Larry Dorf | 28 de enero de 2022           |
| Anna está sorprendida y molesta por la llegada de la novia de Neil, Lisa. El terapeuta de Anna la insta por teléfono a que deje de tomar pastillas con vino, pero ella lo ignora; ella revela que Elizabeth fue asesinada y devorada por un prisionero cuando su entonces esposo, Douglas, llevó a su hija a una investigación en una cárcel, hace tres años. La amiga de Anna, Sloane, sugiere que debería empezar a pintar de nuevo para la galería de arte de esta. Anna intenta pintar pero luego rompe la pintura con su espátula, con la que también asusta a Carol, a quien ha escuchado hablar sobre sus adicciones. Anna visita la tumba de Elizabeth porque se siente molesta; la lápida ahora dice: «En el cielo puedes bailar como si nadie estuviera mirando». Anna acecha el Instagram de Lisa, cree que Lisa ha estado engañando a Neil con otro chico, Rex, a quien Anna agrega con su perfil alternativo con sus selfies en lencería. Poco después, desde su ventana, Anna presencia el asesinato de Lisa en la casa de Neil al otro lado de la calle. Anna intenta correr en ayuda de Lisa, pero se desmaya bajo la lluvia. |              |                 |                                            |                               |
| 3 | «Episodio 3» | Michael Lehmann | Rachel Ramras & Hugh Davidson & Larry Dorf | 28 de enero de 2022           |
| Al recuperar la conciencia, Anna se entera por la detective Lane, que había respondido a su llamada al 911, que no hay evidencia de ningún asesinato. Sin inmutarse, Anna intenta resolver el misterio por sí misma y entra en la casa de Neil, donde encuentra uno de los pendientes de Lisa. Neil descubre a Anna y le ordena que se mantenga alejada, alegando que Lisa, que es azafata, se ha ido a Seattle. A pesar de que Neil se dio cuenta de los problemas con la bebida y las alucinaciones de Anna, Anna le ofrece a Emma una buena relación. Anna se une a un grupo de apoyo por sugerencia de Sloane, pero descubre en el aeropuerto que la aerolínea de Lisa no vuela actualmente a Seattle. Ella informa sus hallazgos a Lane, quien todavía no le cree. Lane revela que había sido detective junior en el caso «Mike Massacre», que involucra al mismo prisionero acusado de matar y comer personas; ella lamenta no haberlo matado antes de que Elizabeth se convirtiera en su víctima. Anna, mientras continúa con sus sospechas sobre Neil, usa las credenciales del FBI de Douglas para encontrar los perfiles de Lisa y Rex. Seguidamente es visitada por Emma quien le trae chocolates que vende. Anna se disculpa con la niña por los incidentes y le da un muñeco de su hija. Antes de irse, Anna le pregunta a Emma si escucho algo el día que llamo a la policía, la pequeña le responde que su padre estaba peleando con Lisa y que el es así a veces. Después de que Ana le dijera que en cualquier cosa puede acudir a ella, Emma se va. Mientras Anna examina el pasado de Neil, se entera de que él era sospechoso del ahogamiento de su esposa Meredith, pero que fue absuelto. |              |                 |                                            |                               |
| 4 | «Episodio 4» | Michael Lehmann | Rachel Ramras & Hugh Davidson & Larry Dorf | 28 de enero de 2022           |
| Anna visita a la hermana de Meredith, Hillary, en Middlebury. Se entera de que la maestra de Emma, la Sra. Patrick, murió en una excursión escolar a un faro, 12 días después de la muerte de Meredith. Luego, Anna visita la escuela y el faro para preguntar y se entera de que Neil acompañó a Emma a ese viaje, lo que hace que las sospechas de Anna crezcan aún más. Al regresar, Anna ve a una niñera en la casa de Neil cuando se va con una bolsa grande. Sospechando que la bolsa contiene el cuerpo de Lisa, ella lo sigue. Sin embargo, al atrapar a Anna, Neil le revela que es un ventrílocuo, un hecho que le pide que mantenga en secreto y le pide que aclare sus sospechas sobre él. Al regresar a casa, recibe una llamada del FBI con información sobre Rex, pero de repente, Rex aparece en su casa. |              |                 |                                            |                               |
| 5 | «Episodio 5» | Michael Lehmann | Rachel Ramras & Hugh Davidson & Larry Dorf | 28 de enero de 2022           |
| Rex intenta amenazar a Anna y la obliga a enviar un mensaje de texto a su esposo para hacer un recado y retrasar su llegada. Sin embargo, Anna quiere una explicación de Rex; Rex revela que Lisa, conocida por él como Chastity, era en realidad camarera en el club donde trabajaba como estríper. Chastity reclutó a Rex en un plan para defraudar a los hombres ricos; Neil, un viudo rico, era su último objetivo. Rex trató de retroceder al enterarse de que Neil tiene una hija, pero Chastity amenazó con culparlo antes de cortar abruptamente el contacto, haciéndolo sospechar de la participación de Anna. Mientras tanto, Lane le da a Anna una orden de restricción de Neil; y después Douglas llega preocupado por Anna. Anna, sin embargo, no les cuenta sobre Rex y ve a una mujer en el auto de Douglas. Después de que Anna le revela su divorcio a Rex, los dos sienten simpatía el uno por el otro y duermen juntos. Mientras tanto, el cuerpo de Chastity ha sido encontrado en pedazos. |              |                 |                                            |                               |
| 6 | «Episodio 6» | Michael Lehmann | Rachel Ramras & Hugh Davidson & Larry Dorf | 28 de enero de 2022           |
| A la mañana siguiente, la policía arresta a Rex por el asesinato de Chastity. Él insiste en su inocencia, pero Lane le pone a Anna una grabación grabada de una conversación entre Rex y Chastity en la que él amenaza con matarla. Anna, horrorizada, intenta pasar página y se deshace de todo el vino y las pastillas. Disfruta de una manicura y pedicura con Sloane, que está siendo considerada para un trabajo en una galería de arte en SoHo. Anna aplica un vendaje en la herida de un Buell lesionado, antes de visitar la tumba de Elizabeth en su cumpleaños, donde la piedra ahora dice «No hay un 'Yo' en el cielo». Allí, encuentra una tarjeta de cumpleaños de Douglas y ve a Neil y Emma, que acaban de asistir al funeral de Chastity. De vuelta en casa, Anna comienza a pintar, pero Lane la interrumpe, quien revela que Rex fue liberado después de que la policía encontró el arma homicida—una espátula idéntica a la que usa Anna. La policía registra la casa y encuentra un retrato de Anna, Emma y Neil con la etiqueta «La familia perfecta», que Anna no recuerda haber pintado, por lo que la arrestan. Llevada a la patrulla, Anna tiene pequeños recuerdos que parece que ella mato a Chastity. |              |                 |                                            |                               |
| 7 | «Episodio 7» | Michael Lehmann | Rachel Ramras & Hugh Davidson & Larry Dorf | 28 de enero de 2022           |
| En la cárcel, Lane interroga a Anna por matar a Chastity, lo que Anna no recuerda haber hecho. Anna comparte su historia como una artista hambrienta que encontró el éxito después de pintar a su perro como la Mona Lisa, por lo que comenzó a pintar los perros de otras personas en obras maestras. Durante su embarazo, mientras estuvo confinada a reposo en cama durante tres meses, Douglas contrató a Buell para que construyera un caballete personalizado para ella y ella comenzó a pintar ramos de flores. Después de que las huellas dactilares de Anna se comparan con las de la espátula, vuelve a alucinar que apuñalo a Lisa y sueña con el segundo matrimonio de Douglas con la mujer que vio antes con este. Al día siguiente, Sloane paga la fianza de Anna con un préstamo de 500.000 dólares estadounidenses. Sin embargo, Neil amenaza a Anna para que se mantenga alejada. Triste, Anna llama a su terapeuta, quien se revela que en realidad es Douglas, mientras ella estaba en su ático. Allí, descubre una pintura rasgada de Chastity y toda una sala de estar; se da cuenta de que Buell, que ha estado viviendo allí, podría haber asesinado a Chastity. Anna, desde la ventana, ve a Buell en posesión de un martillo de orejas moviéndose hacia la casa de Neil. |              |                 |                                            |                               |
| 8 | «Episodio 8» | Michael Lehmann | Rachel Ramras & Hugh Davidson & Larry Dorf | 28 de enero de 2022           |
| Corriendo detrás de Buell para salvar a Emma, Anna lucha con su miedo bajo la lluvia; en cambio, encuentra el cadáver de Buell y Neil gravemente herido. Conmocionada, Anna ahora se convierte en el objetivo de Emma cuando esta revela que apuñaló a su padre porque no le gustaban sus actos. Apuñaló a Lisa por no apoyar los chocolates, incriminando a Anna. También mató a su madre embarazada y a su maestra enojada. Después de una pelea sangrienta, Anna mata a Emma en defensa propia y llega Douglas. En el hospital, Lane y Carol se disculpan con Anna por no creerle. Días después, Anna permite que Buell, que sobrevivió, siga viviendo en su ático. Sloane organiza una exposición exitosa y recibe una oferta de trabajo de Nueva York. Douglas y Anna se reconcilian bajo la lluvia, ya que él le compra un cuadro y ella ha superado su miedo a la lluvia. Un año después, Anna, que tiene una hija recién nacida con Douglas, se embarca en un vuelo a Nueva York para visitar a Sloane. Encuentra a una mujer aparentemente muerta en el vuelo, pero después de alertar al azafato, el cuerpo desaparece, dejando a Anna para profundizar en otro misterio. |              |                 |                                            |                               |

## Producción

### Desarrollo
El 20 de octubre de 2020, Netflix le dio a la producción un pedido de serie limitada que consta de ocho episodios. La miniserie es creada por Rachel Ramras, Hugh Davidson y Larry Dorf y cuenta con la producción ejecutiva de Kristen Bell (quien también protagoniza), Will Ferrell, Jessica Elbaum y Brittney Segal. Gloria Sanchez Productions está involucrada en la producción de la miniserie. La serie se inspira en The Woman in the Window de A. J. Finn; La chica del tren de Paula Hawkins; Rebecca de Daphne du Maurier, La ventana indiscreta de Alfred Hitchcock y Sharp Objects de Gillian Flynn. El papel de detective de Bell en la serie también está inspirado en su personaje anterior, Veronica Mars, y también hizo una versión de la rima «Rain Rain Go Away» para el tema de apertura. Si bien Bell dijo que no tiene idea de una secuela después del Cliffhanger, los creadores, sin embargo, insinuaron que están discutiendo sobre una posible secuela cuando se les preguntó sobre el casting de Glenn Close.

### Reparto
Tras el anuncio del pedido de la serie limitada, Kristen Bell fue elegido para un papel principal. El 19 de febrero de 2021, Tom Riley se unió al elenco principal. El 2 de marzo de 2021, Mary Holland, Shelley Hennig, Christina Anthony, Samsara Yett, Cameron Britton y Benjamin Levy Aguilar fueron elegidos para los papeles protagónicos. El 10 de noviembre de 2021, se informó que Michael Ealy fue elegido para protagonizar el papel principal.

### Rodaje
La serie comenzó a filmarse entre marzo y mayo de 2021 en Los Ángeles, Estados Unidos. El 8 de diciembre de 2021, la serie recibió una fecha de estreno del 28 de enero de 2022 y un nuevo título La mujer de la casa de enfrente de la chica en la ventana.
En diferentes entrevistas, Bell reveló que defendió el título cuando Netflix quiso acortarlo. Durante el rodaje, se usó té de hibisco en las escenas en las que el personaje de Bell bebía vino tinto. Había filmado una secuencia de baile coreografiada de cinco minutos con Ealy, aunque fue eliminada del lanzamiento. La secuencia de pelea entre Bell y Yett también fue coreografiada y también requirió dobles. Bell también tuvo que actuar en las escenas de lluvia a una temperatura de 50 °F.

## Recepción

### Crítica
En el sitio web del agregador de reseñas Rotten Tomatoes, el 56% de las 50 reseñas son positivas, con una calificación promedio de 6.0/10. El consenso crítico del sitio web dice: «Si esta parodia de novelas literarias sufre por tener un ritmo tan glacial como su propio título, al menos Kristen Bell es una compañía deliciosamente inexpresiva». Metacritic, que utiliza un promedio ponderado, asignado una puntuación de 49 sobre 100 basada en 21 críticos, lo que indica «críticas mixtas o promedio». Chitra Ramaswamy, que escribe para The Guardian, le dio a la serie dos estrellas de cinco posibles, criticando la confusión tonal como «ridícula en el mejor de los casos y perturbadora en el peor» y resumiéndola como «no divertida, simplemente horrible».